# Västergötlands runinskrifter 190
Västergötlands runinskrifter 190 är en vikingatida runsten av gnejs vid Månstadskulles järnvägsstation, Månstads socken och Tranemo kommun. Runstenen är 1,96 meter hög, 1,32 meter bred 16 centimeter tjock. Runhöjden är 9 centimeter. Runstenen påträffades 1905 i en bro cirka 700 meter från dess nuvarande plats där den restes 1938.

## Inskriften
Translitterering av runraden:
ikialtr : sati : s--n : þani : eftiʀ : krimulf : sun : si :
Normalisering till runsvenska:
Ingialdr satti s[tæi]n þenna æftiʀ Grimulf, sun sinn.
Översättning till nusvenska:
Ingjald satte denna sten efter Grimulv, sin son.